# Spermophilus spilosoma
Spermophilus spilosoma е вид гризач от семейство Катерицови (Sciuridae). Възникнал е преди около 0,3 млн. години по времето на периода кватернер. Видът не е застрашен от изчезване.

## Разпространение и местообитание
Разпространен е в Мексико и САЩ (Аризона, Канзас, Колорадо, Небраска, Ню Мексико, Оклахома, Тексас, Уайоминг, Южна Дакота и Юта).
Обитава градски и гористи местности, пустинни области, места с песъчлива и суха почва, ливади, храсталаци, дюни, савани и степи в райони с умерен климат, при средна месечна температура около 14,3 градуса.

## Описание
На дължина достигат до 14,6 cm, а теглото им е около 106,6 g.
Популацията на вида е стабилна.